# Яркульский сельсовет (Купинский район)
Яркульский сельсовет — сельское поселение в Купинском районе Новосибирской области Российской Федерации.
Административный центр — село Яркуль.

## История
Статус и границы сельского поселения установлены Законом Новосибирской области от 2 июня 2004 года № 200-ОЗ «О статусе и границах муниципальных образований Новосибирской области»

## Население
| 2002  | 2010  | 2012  | 2013  | 2014  | 2015  | 2016  |
| ----- | ----- | ----- | ----- | ----- | ----- | ----- |
| 1432  | ↘1167 | ↘1133 | ↘1113 | ↘1073 | ↘1070 | ↘1045 |
| 2017  | 2018  | 2019  | 2020  | 2021  |       |       |
| ↘1041 | ↘1026 | ↘999  | ↘973  | ↘958  |       |       |

## Состав сельского поселения
| № | Населённый пункт | Тип населённого пункта       | Население |
| - | ---------------- | ---------------------------- | --------- |
| 1 | Дружинино        | деревня                      | ↘95       |
| 2 | Тюменка          | деревня                      | ↘243      |
| 3 | Яркуль           | село, административный центр | ↗882      |